# 46. Премія «Золотий метелик»
46. Премія «Золотий метелик» (тур. 46. Altın Kelebek Ödülleri) - є сорок шостою премією «Золотий метелик», спонсором якої є бренд Pantene, що проводиться в Туреччині. 
Церемонія нагородження відбулася 5 липня 2020 року з презентацією Чагла Шикель та Джема Даврана.

## Телевізійні премії

### Висхідна зірка
| Рік      | Категорія      | Номінант      | Результат |
| -------- | -------------- | ------------- | --------- |
| 2020 рік | Висхідна зірка | Ебру Шахін    | Перемога  |
| 2020 рік | Висхідна зірка | Ілайда Алішан | Перемога  |
| 2020 рік | Висхідна зірка | Аліна Боз     | Перемога  |

### Продукція
| Категорія                               | Номінант                                                                                           | Оригінальна назва                                                                                     | Результат |
| --------------------------------------- | -------------------------------------------------------------------------------------------------- | --- | --------- |
| Найкращий серіал                        | Чудо-лікар - FOX                                                                                   | Mucize Doktor - FOX                                                                                   | Перемога  |
| Найкращий інтернет-серіал               | Особистість - puhutv                                                                               | Şahsiyet - puhutv                                                                                     | Перемога  |
| Найкращий комедійний серіал             | Красиві рухи 2 (канал D)                                                                           | Çok Güzel Hareketler 2 - Kanal D                                                                      | Перемога  |
| Найкращий романтичний комедійний серіал | Кохання на показ - Kanal D                                                                         | Afili Aşk - Kanal D                                                                                   | Перемога  |
| Найкраща денна передача                 | - (ATV)                                                                                            | Müge Anlı ile Tatlı Sert - Atv                                                                        | Перемога  |
| За досягнення                           | Мюзикл Аліса: Мерве Диздар, Еніс Арікан, Езгі Мола, Ібрагім Селім, Шюкрю Озйілдиз, Серенай Сарикая | Alice Müzikalı; Merve Dizdar, Enis Arıkan, Ezgi Mola, İbrahim Selim, Şükrü Özyıldız, Serenay Sarıkaya | Перемога  |

### Акторська діяльність
| Категорія                              | Номінант                                             | Оригінальна назва                                     | Результат |
| -------------------------------------- | ---------------------------------------------------- | ----------------------------------------------------- | --------- |
| Найкраща акторка                       | Ебру Шахін - Вітер кохання                           | Ebru Şahin - Hercai                                   | Перемога  |
| Найкращий актор                        | Танер Олмез - Чудо-лікар                             | Taner Ölmez - Mucize Doktor                           | Перемога  |
| Найкраща акторка у комедійному серіалі | Ечем Еркек - Güldür Güldür Show                      | Ecem Erkek - Güldür Güldür Show                       | Перемога  |
| Найкращий актор у комедійному серіалі  | Онур Булду - Güldür Güldür Show                      | Onur Buldu - Güldür Güldür Show                       | Перемога  |
| Найкраща акторка романтичної комедії   | Бурджу Озберк - Кохання на показ                     | Burcu Özberk - Afili Aşk                              | Перемога  |
| Найкраща актор романтичної комедії     | Чаглар Ертогрул - Кохання на показ                   | Çağlar Ertuğrul - Afili Aşk                           | Перемога  |
| Найкраща пара серіалу                  | Айбуке Пусат, Фуркан Андич - Скрізь тільки ти        | Aybüke Pusat, Furkan Andıç - Her Yerde Sen            | Перемога  |
| Найкращий дитячий актор / акторка      | Ебрар Алья Демірбілек - Вітер кохання                | Ebrar Alya Demirbilek - Hercai                        | Перемога  |
| За досягнення                          | Демет Акбаг, Керем Алишик, Ханде Єнер, Емрах, Серхат | Demet Akbağ, Kerem Alışık, Hande Yener, Emrah, Serhat | Перемога  |

### Творчі категорії
| Категорія               | Номінант                              | Оригінальна назва                       | Результат |
| ----------------------- | ------------------------------------- | --------------------------------------- | --------- |
| Кращий режисер          | Юсуф Пирхасан - Чудо-лікар            | Yusuf Pirhasan - Mucize Doktor          | Перемога  |
| Найкращий сценарій      | Деніз Акчай - Наречена зі Стамбула    | Deniz Akçay Katıksız - İstanbullu Gelin | Перемога  |
| Найкраща музика серіалу | Айтекін Аташ - Одного разу в Чукурова | Aytekin Ataş - Bir Zamanlar Çukurova    | Перемога  |

### Програми
| Категорія                                | Номінант                    | Оригінальна назва                    | Результат |
| ---------------------------------------- | --------------------------- | ------------------------------------ | --------- |
| Найкраща жінка-ведуча                    | Мюге Анли - (ATV)           | Müge Anlı - Müge Anlı ile Tatlı Sert | Перемога  |
| Найкращий чоловік-ведучий                | Алі Акун Іліджалі (TV 8)    | Acun Ilıcalı - TV8                   | Перемога  |
| Найкраща програма новин, жінка-ведуча    | Едже Юнер - Show Haber      | Ece Üner - Show Haber                | Перемога  |
| Найкраща програма новин, чоловік-ведучий | Джем Оретір - atv Haber     | Cem Öğretir - atv Haber              | Перемога  |
| Найкраща програма новин                  | Джюнейт Оздемір - 5N1K      | Cüneyt Özdemir - 5N1K                | Перемога  |
| Найкраща спортивна програма              | 100-процентний футбол - NTV | Yüzde 100 Futbol - NTV               | Перемога  |
| Найкращий конкурс                        | Мастершеф Туреччини (TV 8)  | MasterChef Türkiye - TV8             | Перемога  |

## Музичні нагороди
| Категорія                                   | Номінант                                                                   | Оригінальна назва                                                                               | Результат |
| ------------------------------------------- | -------------------------------------------------------------------------- | ----------------------------------------------------------------------------------------------- | --------- |
| Найкращий співак                            | Мейбл Матіз                                                                | Mabel Matiz                                                                                     | Перемога  |
| Найкраща співачка                           | Хадісе                                                                     | Hadise                                                                                          | Перемога  |
| Найкраща музична група                      | Yüzyüzeyken Konuşuruz                                                      | Yüzyüzeyken Konuşuruz                                                                           | Перемога  |
| Найкращий діджей                            | Hey! Douglas                                                               | Hey! Douglas                                                                                    | Перемога  |
| Найкращий реп виконавець                    | Ceza                                                                       | Ceza                                                                                            | Перемога  |
| Найкраща співачка турецької народної музики | Еліф Бусе Доган                                                            | Elif Buse Doğan                                                                                 | Перемога  |
| Найкращий співак турецької народної музики  | Еркан Огур                                                                 | Erkan Oğur                                                                                      | Перемога  |
| Найкраща співачка в жанрі фентезі           | Ебру Гюндеш                                                                | Ebru Gündeş                                                                                     | Перемога  |
| Найкращий співак у жанрі фентезі            | Гокан Алтун                                                                | Hakan Altun                                                                                     | Перемога  |
| Найкращий кліп                              | Мейбл Матіз - Mendilimde Kırmızı Var                                       | Mabel Matiz - Mendilimde Kırmızı Var                                                            | Перемога  |
| Найкраща пісня                              | Reynmen - Ela                                                              | Reynmen - Ela                                                                                   | Перемога  |
| Найкращий інфлюенсер                        | Kafalar                                                                    | Kafalar                                                                                         | Перемога  |
| Найкращий альбом проекту                    | Hakan Altun & Cengiz Kurtoğlu, Polat Yağcı Tuna Kiremitçi ve Arkadaşları 2 | Usta Çırak - Hakan Altun & Cengiz Kurtoğlu Yapımcı: Polat Yağcı Tuna Kiremitçi ve Arkadaşları 2 | Перемога  |
| Найпопулярніший прорив                      | Зейнеп Бастик                                                              | Zeynep Bastık                                                                                   | Перемога  |
| Найкраща журнальна програма                 | -                                                                          | Müge ve Gülşen'le 2. Sayfa - Kanal D                                                            | Перемога  |
| Молода зірка Азербайджану                   | Роя                                                                        | Röya Ayhan                                                                                      | Перемога  |

## Примітка
- Список усіх номінацій взятий із сайтів «pantenealtinkelebekodulleri.com» та «pantenesaci.com ».